# Аминов, Салимсолтан Джамильевич
Салимсолтан (Салим) Джамильевич Аминов (15 сентября 2001, Кизляр, Дагестан, Россия) — российский тайбоксер, кикбоксёр и боксёр. Призёр чемпионата России по тайскому боксу. Мастер спорта России.

## Карьера
Является воспитанником кизлярской спортивной школы, занимается под руководством Ибрагима Хидирова. 24 марта 2021 года ему было присвоено звание мастер спорта России. В марте 2022 года в Улан-Удэ стал серебряным призёром чемпионата России, уступив в финале Али Алиеву из Дагестана. 2 февраля 2023 года принимал участие в битве тяжеловесов финального турнира Muaythai Factory, в котором одолел Семена Бондаренко из Кемеровской области.

## Достижения
- Чемпионат СКФО по тайскому боксу 2018 — ;
- Чемпионат СКФО по тайскому боксу 2019 — ;
- Первенство России среди юниоров по тайскому боксу 2019 — ;
- Кубок России по тайскому боксу 2020 — ;
- Кубок России по тайскому боксу 2021 — ;
- Чемпионат СКФО по тайскому боксу 2022 — ;
- Чемпионат России по тайскому боксу 2022 — ;
- Гран-при MuayThai Factory 2023 — ;